# 襯衫

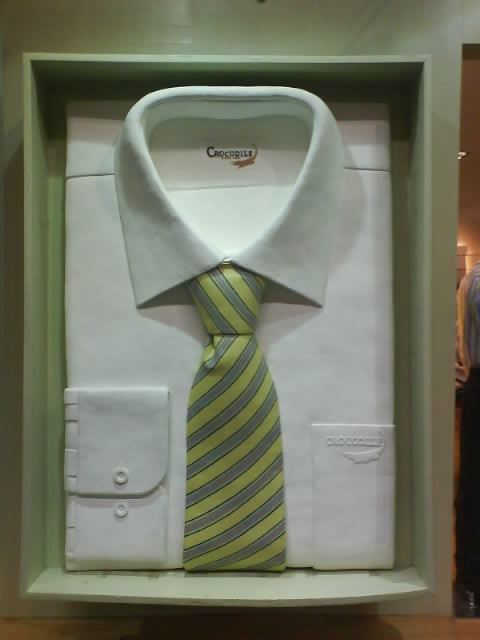
男裝襯衫及領帶

襯衫（Shirt），又名襯衣、裇衫（分化自恤衫），是一種穿在西裝裡面的上衣，亦可單獨穿用。
早期的襯衫僅供男子穿著在外衣內部，但近年來在美式英語中，已擴大成為除了明顯為外衣的毛衣、外套、夾克，或明顯為內衣的胸罩、汗衫，及搭配襯衫穿著的背心之外的所有上衣。然而在傳統的英式英語中，襯衫一詞仍限定於具有衣領、袖子，並在前方垂直開襟且縫有一排紐扣的上衣；但在北美地區，會將這種衣服特別稱為「禮服襯衫」或「有領襯衫」。

## 衬衫与领带
在正式的場合裡，男士穿著襯衫必須搭配一條領帶。典型的搭配方式是穿著白色或浅蓝色的领部扣扣衬衫，配合一条纯藏蓝色或勃艮第葡萄酒红色的领带供白天使用，或是一条丝质织花领带或纯黑色领带以备在参加正式晚宴时代替领花使用。。
通常，衬衫的颜色应该与领带上次要颜色中的一种相配。图案一般而言，领带上的图案应该比衬衫上的更显眼。有时，可以选择图案都很鲜明的衬衫和领带。但是，千万不要让衬衫上的图案压过领带上的。
如今，在衣着上十分流行色调一致的单色搭配。比較时髦的人士，會嘗试同一色调的衬衫和领带。在这种搭配中，领带的颜色应该比衬衫的颜色暗，但它们也可以是完全相同的颜色。

## 历史
世界上保存最古老的服装是一件亚麻衬衫，由弗林德斯·皮特里在埃及塔尔坎的一座第一王朝墓穴中发现。这件衬衫被称为“高度复杂”，可以追溯到公元前约3000年。它的肩部和袖子经过精细的褶皱处理，既提供了紧身的修饰感，同时也让穿戴者有足够的活动空间。衣料边缘的小饰边被设计师用来装饰领口和侧缝处。
直到20世纪，衬衫一直是男性的内衣。尽管女性的宽松连衣裙与男性的衬衫密切相关，但最终演变成了现代的衬衫。 在中世纪，衬衫是一种未染色的朴素服装，贴身穿在皮肤下面，作为常规服饰的底层。在中世纪的艺术作品中，只有像牧羊人、囚犯和忏悔者这样卑微的角色才能看到衬衫的穿着。 在17世纪，男性的衬衫开始可以露出，具有与现代可见内衣类似的色情意味。 在18世纪，男性开始依靠衬衫的长尾来代替内裤的作用。 18世纪的服装史学家约瑟夫·斯特拉特认为，晚上不穿衬衫的男性是不得体的。 甚至在1879年，只穿衬衫而不罩其他东西被认为是不合适的。
衬衫有时在领口或袖口处会有褶边。在16世纪，男性的衬衫经常会进行刺绣装饰，领口和袖口有时会有褶边或花边。到18世纪末，领口的长褶边，或者称为jabots，非常流行。 彩色衬衫开始在19世纪初出现，可以从喬治·凱勒·賓漢的绘画中看到。当时，彩色衬衫被视为休闲服装，仅适合低阶层工人。直到20世纪，衬衫才普及开来。对于绅士们来说，“在1860年穿天蓝色衬衫是不可想象的，但到了1920年，已成为常规，而到了1980年，它则成为了最常见的事件。”
在19世纪末，欧洲和美国的女性开始穿衬衫，这一趋势得到了加里波第衬衫（一种红色战衣，由朱塞佩·加里波第的自由战士穿着）在法国尤金尼皇后的推动下的普及。 在19世纪末，《世纪词典》将普通衬衫描述为“由棉制成，带有亚麻领子、袖口和袖口，可以用淀粉加工使领子和袖口变硬，领子和袖口通常是独立的，可以调节的”。
“连同衬衫一起脱下来给”这个短语的首次文献出现在1771年，表示极度绝望或慷慨的态度，至今仍被广泛使用。1827年，纽约北部的家庭主妇汉娜·蒙塔格发明了可拆卸领子。她厌倦了不断清洗丈夫整件衬衫的麻烦，当只有领子需要洗时，她剪下领子并设计了一种方法，将其连接到衣领上。直到20世纪30年代，领子夹才开始流行起来，尽管早期的配件更像是领带夹，而不是如今常见的小领夹。它们用来固定衬衫领子与领带，使其保持在原位。